# جيمس جي. جونسون
جيمس جي. جونسون (بالإنجليزية: James Granville Johnson)‏ هو محامي وقاضي أمريكي، ولد في 3 ديسمبر 1855 في سبرينغفيلد في الولايات المتحدة، وتوفي في 24 أكتوبر 1936 في سبرينغفيلد في الولايات المتحدة.